# Inspiration4
Inspiration4 (tên cách điệu Inspirati④n ) là một sứ mệnh bay lên vũ trụ của con người vào năm 2021, được điều hành bởi SpaceX, điều hành bởi Jared Isaacman.  Nhiệm vụ đã phóng tàu vũ trụ Dragon2 cùng với phi hành đoàn vào ngày 16 tháng 9 năm 2021, lúc 00:02:56 UTC  từ Khu phức hợp phóng 39A của Trung tâm Vũ trụ Kennedy trên tên lửa Falcon 9, đưa tàu vũ trụ Dragon vào quỹ đạo thấp của Trái đất, kết thúc thành công sứ mệnh vào ngày 18 tháng 9 năm 2021 lúc 23:06:49 UTC, khi tàu vũ trụ hạ cánh an toàn xuống Đại Tây Dương.
Nhiệm vụ đã hoàn thành thành công chuyến bay quỹ đạo đầu tiên chỉ có công dân tư nhân trên tàu và là một phần của nỗ lực từ thiện thay mặt cho St.Jude's ở Memphis, Tennessee. Isaacman được chỉ định là chỉ huy sứ mệnh. Sau khi khám sức khoẻ, bệnh viện đã chọn hai thành viên phi hành đoàn là: Hayley Arceneaux và Christopher Sembroski. Công ty Shift4 đã chọn Sian Proctor làm phi công chính.
Sứ mệnh trùng với lễ kỷ niệm 55 năm lần phóng tàu vũ trụ Gemini 11, vào tháng 9 năm 1966 có độ cao cùng điểm quỹ đạo xấp xỉ 1.368 km (850 mi), quỹ đạo Trái đất cao nhất từng đạt được trên một chuyến bay có phi hành đoàn. Chuyến bay của Inspiration4 đạt độ cao quỹ đạo xấp xỉ 585 km (364 mi), mức cao nhất đạt được kể từ STS-103 vào năm 1999 và đứng thứ năm trên danh sách các chuyến bay lên quỹ đạo Trái đất. Để so sánh, Trạm Vũ trụ Quốc tế ở độ cao 408 km (254 mi). Sứ mệnh kết thúc khi tàu vũ trụ  đáp xuống Đại Tây Dương, lần đầu tiên kể từ khi tàu Apollo 9 vào năm 1969.

## Nhiệm vụ và phi hành đoàn
Inspiration4 là chuyến bay vũ trụ đầu tiên của con người bay lên quỹ đạo Trái đất mà chỉ có công dân tư nhân trên tàu.  Nhiệm vụ đã quảng bá và quyên góp tiền cho St.Jude's. Phi hành đoàn và nhiệm vụ dự định gây quỹ lên tới 200 triệu đô la Mỹ để mở rộng nghiên cứu về bệnh ung thư ở trẻ em của bệnh viện St. Jude.
Inspiration4 được dẫn dắt bởi Giám đốc điều hành công ty Shift4 Payments, Jared Isaacman, một phi công giàu kinh nghiệm với trình độ chuyên môn về máy bay phản lực quân sự. Isaacman đã mua chuyến bay và bốn ghế của nó từ SpaceX, và tặng hai trong số các ghế cho bệnh viện St. Jude. Hayley Arceneaux, trợ lý bác sĩ tại bệnh viện và là người đã chiến thắng căn bệnh ung thư xương.  bệnh viện St. Jude giành được chiếc ghế thứ hai như một phần của chiến dịch quyên góp 200 triệu đô la Mỹ cho bệnh viện, với tên gọi bệnh viện St. Jude Mission: Inspired. Một người không được tiết lộ danh tính từ Đại học Hàng không Embry – Riddle đã quyết định nhường ghế cho người bạn của mình, cựu binh Không quân Hoa Kỳ Christopher Sembroski, người cũng là một trong 72.000 người tham gia cuộc bốc thăm may mắn. Doanh nhân Sian Proctor đã được công ty Shift4 Payments lựa chọn lên chuyến bay thông qua một cuộc thi được mô phỏng theo Shark Tank nhằm trao thưởng cho các ý tưởng kinh doanh, sử dụng cho việc thương mại của công ty Shift4. Các tham luận viên trong cuộc thi bao gồm Giám đốc điều hành Salesforce Marc Benioff, biên tập viên Stephanie Mehta của công ty Fast, cựu kỹ sư NASA Mark Rober và người dẫn chương trình Bar Rescue Jon Taffer.
Resilience là tàu vũ trụ đầu tiên bay lên quỹ đạo với phi hành đoàn tân binh kể từ Thần Châu 7 vào năm 2008. Lần cuối cùng NASA phóng một phi hành đoàn toàn tân binh vào quỹ đạo trên tàu STS-2 vào năm 1981.
Tất cả bốn thành viên phi hành đoàn đều được SpaceX đào tạo theo chương trình phi hành gia thương mại. Khóa đào tạo bao gồm các bài học về cơ học quỹ đạo, vận hành trong môi trường vi trọng lực, kiểm tra căng thẳng, đào tạo chuẩn bị cho các trường hợp khẩn cấp và mô phỏng nhiệm vụ. Sau đó, vào ngày 25 tháng 9 năm 2021, CNN đưa tin rằng một chuông báo động đã kêu trong suốt hành trình và được phát hiện có liên quan đến sự cố của nhà vệ sinh. 

## Tàu vũ trụ

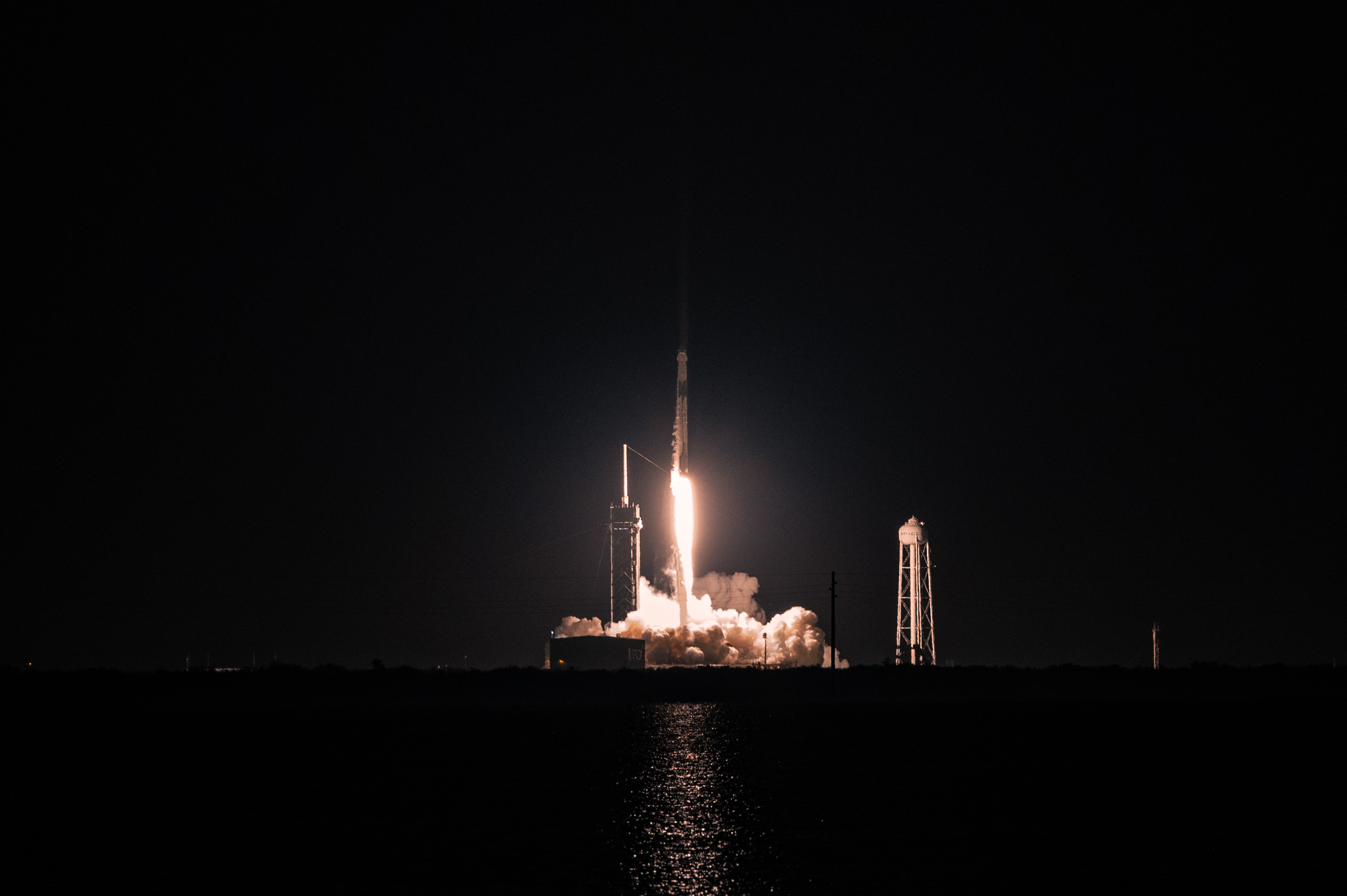
Tên lửa SpaceX Falcon 9 phóng Inspiration4 từ Trung tâm Vũ trụ Kennedy.

Inspiration4 là chuyến bay thứ hai của Resilience, sau khi nó được sử dụng cho Phi hành SpaceX Crew-1.  Nó cũng đánh dấu chuyến bay có phi hành đoàn thứ tư của tàu vũ trụ SpaceX Dragon. Bộ điều hợp của tàu vũ trụ, thường được sử dụng để kết nối với Trạm vũ trụ quốc tế, đã được thay thế bằng một tấm kính hình vòm nhiều lớp nguyên khối, lấy cảm hứng từ các mô-đun Cupola, cho phép quan sát 360 ° bên ngoài mũi tàu vũ trụ. Mái vòm được bảo vệ trong quá trình phóng tàu vũ trụ, nó cũng được đặt một máy ảnh tùy chỉnh cho phép chụp ảnh bên trong và bên ngoài phương tiện trong suốt chuyến bay. Nó có thể tháo rời để Resilience có thể dễ dàng được cấu hình lại cho các nhiệm vụ yêu cầu kết nối trong tương lại.  Bốn động cơ đẩy Draco đặt trên mũi tàu vũ trụ đòi hỏi phải lắp đặt bốn tấm chắn nhiệt ở bên ngoài của mái vòm, giúp bảo vệ mái vòm bằng thủy tinh khỏi khí thải của động cơ trong quá trình di chuyển. 
| Vai trò                     | Phi hành gia                  |
| --------------------------- | ----------------------------- |
| Chỉ huy                     | Jared Isaacman "Rook"         |
| Phi công                    | Sian Proctor "Leo"            |
| Chuyên gia 1 và Cán bộ y tế | Hayley Arceneaux "Nova"       |
| Chuyên gia 2                | Christopher Sembroski "Hanks" |

## Chuyến bay
Resilience được phóng vào ngày 16 tháng 9 năm 2021, lúc 00:02:56 UTC (ngày 15 tháng 9 năm 2021 lúc 20:02:56 EDT)  bằng tên lửa đẩy Falcon 9 Block 5 B1062 từ Khu phức hợp phóng 39A của Trung tâm Vũ trụ Kennedy. Đó là chuyến bay thứ ba của bộ tăng cường này. Tàu vũ trụ được phóng lên một góc nghiêng 51,6 °. Với Resilience trên quỹ đạo, ba tàu vũ trụ Dragon đồng thời quay quanh Trái đất, khi Endeavour thực hiện sứ mệnh Crew-2 và C208 thực hiện sứ mệnh CRS-23. Inspiration4 là phi hành đoàn bay theo quỹ đạo đầu tiên kể từ STS-125 vào năm 2009 mà không phải ghé thăm một trạm vũ trụ.
Mỗi thành viên phi hành đoàn được chỉ định một biệt danh riêng để liên lạc. Biệt danh của Isaacman là "Rook", của Proctor là "Leo", của Arceneaux là "Nova" và của Sembroski là "Hanks."
Khi động cơ giai đoạn hai của tên lửa Falcon 9 ngắt, Arceneaux thò tay vào một chiếc túi buộc vào chân và lôi ra một con chó đồ chơi đại diện cho những con chó mà bệnh viện St. Jude làm thí nghiệm. Món đồ chơi, được gắn với một dây buộc, bắt đầu lơ lửng trên đầu Arceneaux và hoàn thành mục đích của nó - "chỉ báo zero-g" của sứ mệnh Inspiration4, cung cấp tín hiệu hình ảnh cho Arceneaux và ba người bạn cùng phi hành đoàn của cô rằng họ hiện đang ở trong môi trường vi trọng lực sau khi lên quỹ đạo Trái đất vào ngày 16 tháng 9 năm 2021.
Nhiệm vụ dự kiến bao gồm siêu âm mẫu vi khuẩn và thí nghiệm sức khỏe trên chuyến bay (đo sự thay đổi chất lỏng, ghi lại hoạt động điện tâm đồ, nồng độ oxy trong máu, nhịp tim, v.v.) trên cơ thể người của những công dân bình thường không được sàng lọc và đào tạo bài bản như những phi hành gia chuyên nghiệp. Nghiên cứu về tác động của tàu vũ trụ đối với sức khỏe và hiệu suất của con người được thực hiện với sự hợp tác của SpaceX, Viện Nghiên cứu Dịch thuật về Sức khỏe Không gian (TRISH) tại Đại học Y khoa Baylor và các nhà nghiên cứu tại Weill Cornell Medicine. Trong suốt cuộc hành trình, một chuông báo động đã vang lên và được phát hiện có liên quan đến sự cố nhà vệ sinh.
Vào ngày 18 tháng 9 năm 2021, lúc 23:06:49 UTC, Resilience hạ cánh xuống Đại Tây Dương ở phía bắc vịnh Canaveral và được tàu phục hồi GO Searcher vớt lên khoảng bốn mươi phút sau đó. Arceneaux là người đầu tiên ra khỏi tàu vũ trụ, tiếp theo là Proctor, Sembroski và Isaacman.

### Quỹ đạo
Kế hoạch của sứ mệnh là phóng tàu vũ trụ đến độ cao ít nhất là 575 km (357 mi), và đạt đến độ cao 585 km (364 mi), cao hơn STS-48 vào năm 1991, có độ cao cùng điểm quỹ đạo 580 km (360 mi), và là chuyến bay vũ trụ có phi hành đoàn bay cao nhất kể từ STS-103 vào năm 1999 với độ cao cùng điểm quỹ đạo là 610 km (380 mi). STS-31, với sứ mệnh đưa Kính viễn vọng không gian Hubble lên quỹ đạo tại độ cao 615 km (382 mi) là lần phóng cao nhất của chương trình Tàu con thoi và cao thứ ba từ trước đến nay, chỉ sau hai sứ mệnh của Chương trình Gemini, Gemini 10 và Gemini 11 vào năm 1966 với độ cao cùng điểm quỹ đạo là 756 km (470 mi) và 1.368 km (850 mi) tương ứng, khiến Inspiration4 trở thành chuyến bay vũ trụ có phi hành đoàn trên quỹ đạo Trái đất cao thứ năm trong lịch sử; chỉ có 10 lần phóng tàu Apollo vượt ra ngoài quỹ đạo Trái đất. Việc đạt được độ cao này khiến tàu và phi hành đoàn tiếp xúc với các mức bức xạ khác với mức phóng xạ được tìm thấy trên Trạm vũ trụ quốc tế. Cuộc điều tra về tác động của phi thuyền đối với sức khỏe và hiệu suất của con người được thực hiện với sự cộng tác của SpaceX, Viện Nghiên cứu Dịch thuật về Sức khỏe Không gian (TRISH) tại Đại học Y Baylor, và các nhà điều tra tại Weill Cornell Medicine.
Inspiration4 bay quanh độ cao này trong hai ngày và sau đó hạ độ cao xuống khoảng 365 km (227 mi) trong ngày cuối cùng của nhiệm vụ, để chuẩn bị cho việc tái nhập bầu khí quyển và hạ cánh.

## Truyền thông
Các phương tiện truyền thông đưa tin về sứ mệnh một cách tích cực, ghi nhận trọng tâm về kế hoạch kêu gọi vốn từ thiện, thời lượng và thành công đạt được của nó. Nhiệm vụ được ghi lại trong 5 tập của phim tài liệu Countdown: Inspiration4 Mission to Space, phát hành và đăng ký trực tuyến trên dịch vụ Netflix vào tháng năm 2021.